# Фане, Лассана
Лассана́ Фане́ (фр. Lassana Fané; род. 11 ноября 1987, Бамако) — малийский футболист, полузащитник сборной Мали.

## Карьера

### Клубная карьера
Фане начал карьеру в клубе «Джолиба», с которым за 4 сезона дважды стал чемпионом Мали и 3 раза выиграл кубок страны.
14 января 2009 года было объявлено о переходе полузащитника в «Аль-Меррейх». Проведя за сезон 17 игр, полузащитник заключил контракт с ливийским «Аль-Ахли». Однако вскоре после начала Гражданской войны в Ливии покинул страну и перешёл в «Аль-Кувейт».
В составе кувейтского клуба полузащитник дошёл до финала Кубка АФК 2011, в котором провёл на поле все 90 минут встречи, в которой его команда уступила узбекскому «Насафу».
Летом 2012 года Фане присоединился к саудовскому клубу «Аль-Шола». За три сезона в чемпионате Саудовской Аравии полузащитник провёл 59 матчей и забил 14 мячей.
1 сентября 2015 года Лассана заключил соглашение с марокканским клубом «Хурибга».

### Карьера в сборной
Лассана провёл первый матч за сборную Мали 7 июня 2009 года против сборной Ганы в рамках отборочного турнира к чемпионату мира в ЮАР. 15 ноября вновь в матче с ганцами Фане отметился первым забитым мячом за сборную.
В декабре 2009 года Фане был включён в заявку на участие в Кубке африканских наций 2010. На турнире полузащитник принял участие во всех трёх матчах группового этапа
| Матчи Лассана Фане за сборную Мали |                 |                                         |          |      |      |                                                         |
| №                                  | Дата            | Место проведения                        | Соперник | Счёт | Голы | Соревнование                                            |
| ---------------------------------- | --------------- | --------------------------------------- | -------- | ---- | ---- | ------------------------------------------------------- |
| 1                                  | 7 июня 2009     | Стад дю 26 Мар, Бамако, Мали            | Гана     | 0:2  | —    | Чемпионат мира по футболу 2010 (отборочный турнир, КАФ) |
| 2                                  | 21 июня 2009    | Стад дю 26 Мар, Бамако, Мали            | Бенин    | 3:1  | —    | Чемпионат мира по футболу 2010 (отборочный турнир, КАФ) |
| 3                                  | 15 ноября 2009  | Баба Яра, Кумаси, Гана                  | Гана     | 2:2  | 1    | Чемпионат мира по футболу 2010 (отборочный турнир, КАФ) |
| 4                                  | 27 декабря 2009 | Сухейм Бин Хамад, Доха, Катар           | КНДР     | 0:1  | —    | Товарищеский матч                                       |
| 5                                  | 30 декабря 2009 | Сухейм Бин Хамад, Доха, Катар           | Иран     | 2:1  | —    | Товарищеский матч                                       |
| 6                                  | 4 января 2010   | Мактум бин Рашид аль Мактум, Дубай, ОАЭ | Египет   | 0:1  | —    | Товарищеский матч                                       |
| 7                                  | 10 января 2010  | Стадион 11 ноября, Луанда, Ангола       | Ангола   | 4:4  | —    | Кубок африканских наций 2010                            |
| 8                                  | 14 января 2010  | Стадион 11 ноября, Луанда, Ангола       | Алжир    | 0:1  | —    | Кубок африканских наций 2010                            |
| 9                                  | 18 января 2010  | Эштадиу Шимандела, Кабинда, Ангола      | Малави   | 3:1  | —    | Кубок африканских наций 2010                            |
| 10                                 | 3 марта 2010    | Стадион 11 июня, Триполи, Ливия         | Ливия    | 1:2  | —    | Товарищеский матч                                       |
| 11                                 | 11 августа 2010 | Стадион Сен-Экзюпери, Мариньян, Франция | Гвинея   | 0:2  | —    | Товарищеский матч                                       |

Итого: 11 матчей / 1 гол; 3 победы, 2 ничьих, 6 поражений.

## Достижения
Джолиба
- Чемпион Мали (2): 2007/08, 2008/09
- Обладатель Кубка Мали (3): 2007, 2007/08, 2008/09

Аль-Меррейх
- Обладатель Кубка Судана: 2010